# Demjansk
Demjansk (russisch Демянск) ist eine Siedlung städtischen Typs und ehemalige Stadt mit 5365 Einwohnern (Stand 14. Oktober 2010) in Russland. Sie liegt 100 km südöstlich von Weliki Nowgorod bzw. 53 km nordwestlich von Ostaschkow am Flüsschen Jawon in der nordwestrussischen Oblast Nowgorod. Der Ort am Nordrand der Waldaihöhen ist das Zentrum des Rajons Demjansk.

## Geschichte
Erste Nachweise über den Ort stammen von 1406. Von 1824 bis 1927 war Demjansk eine Kreisstadt.

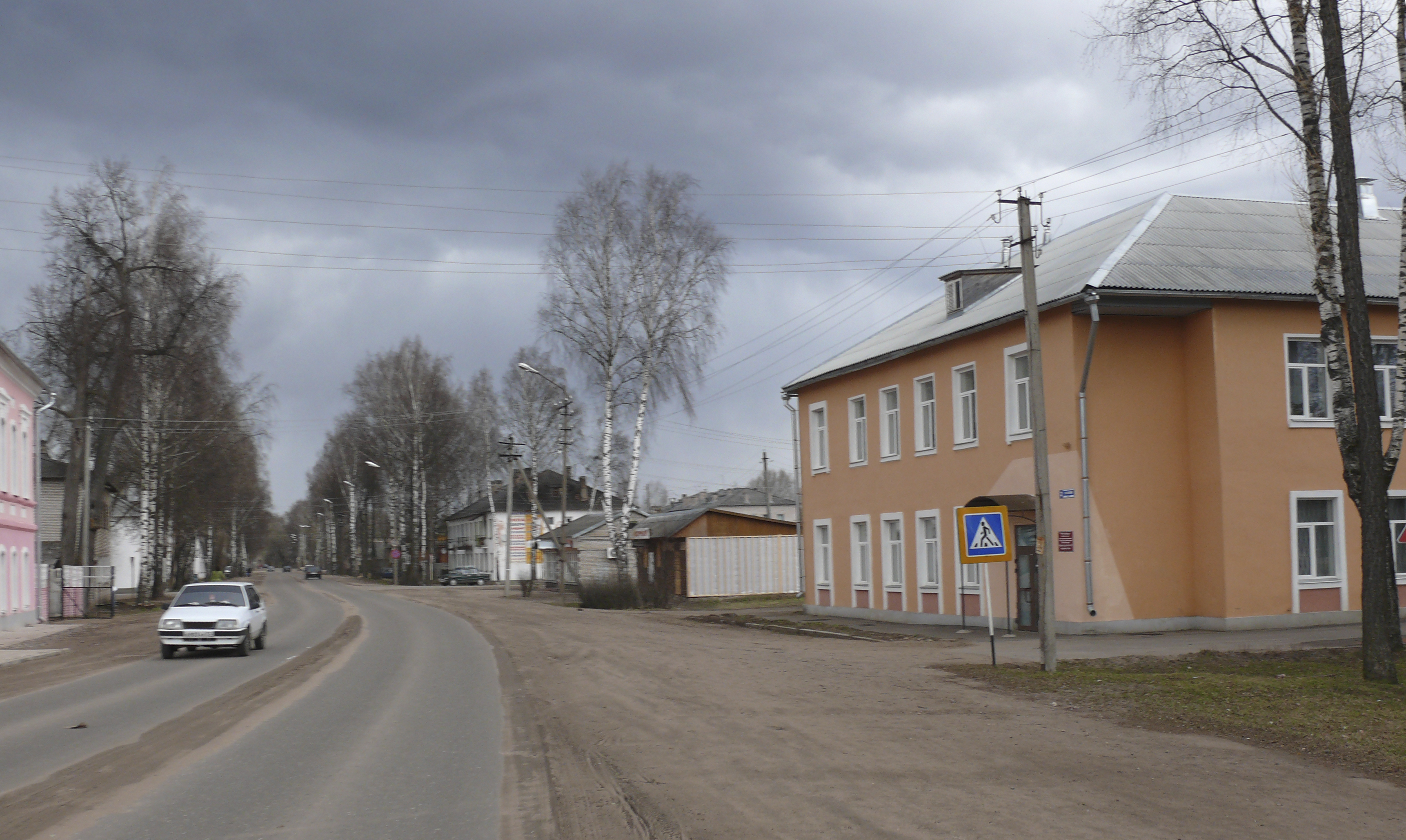
Eine Straße in Demjansk

Vor der Besetzung durch die deutsche Wehrmacht während des Zweiten Weltkriegs im Jahre 1941 zählte die Stadt rund 3.400 Einwohner (Stand: 1939). Während der am 18. Januar 1942 begonnenen fast fünfmonatigen Kesselschlacht von Demjansk wurde der Ort vollständig zerstört.
Nach der Herstellung von Korridoren in den Kessel im Sommer 1942 war – nach Meinung aller beteiligten Führungsstäbe – die Räumung die einzig sinnvolle Lösung. Dies wurde aber vom Oberbefehlshaber der Wehrmacht, Adolf Hitler, mit der Begründung abgelehnt, das Kesselgebiet werde als Ausgangsposition für spätere Operationen gegen Moskau benötigt. Nachdem sich die militärische Lage an den Kesselfronten immer unhaltbarer entwickelt hatte, genehmigte das Oberkommando der Wehrmacht erst am 1. Februar 1943 schließlich die Räumung. Die Truppen zogen sich ab dem 17. Februar bis Ende Februar 1943 planmäßig auf Stellungen ostwärts des Lowat-Flusses und bis Mitte März 1943 auf die endgültige Hauptkampflinie am Redja-Fluss zurück. Die Räumung erfolgte während des am 15. Februar 1943 begonnenen sowjetischen Großangriffes (Operation Polarstern) mit dem Ziel das Kesselgebiet endlich, nach mehreren vergeblichen Versuchen, zu liquidieren.
Am Stadtrand befand sich während der Kämpfe das deutsche Kriegsgefangenenlager Popowo Boloto, in dem nach offiziellen Angaben 20.000 Menschen starben.
Am 5. Juli 1944 wurde der Bezirk Demjansk ein Teil der Oblast Nowgorod. Am 28. Dezember 1960 wurde die Stadt zu einer Siedlung städtischen Typs.

### Bevölkerungsentwicklung
| Jahr | Einwohner |
| ---- | --------- |
| 1897 | 1648      |
| 1926 | 2472      |
| 1939 | 3370      |
| 1959 | 3752      |
| 1970 | 4319      |
| 1979 | 5158      |
| 1989 | 5999      |
| 2002 | 5825      |
| 2010 | 5365      |

Anmerkung: Volkszählungsdaten

## Söhne und Töchter von Demjansk
- Pawel Preobraschenski (1874–1944), Geologe und Hochschullehrer
- Boris Bacharow (1902–1944), Generalmajor der Panzertruppen